# Doris Ulmann

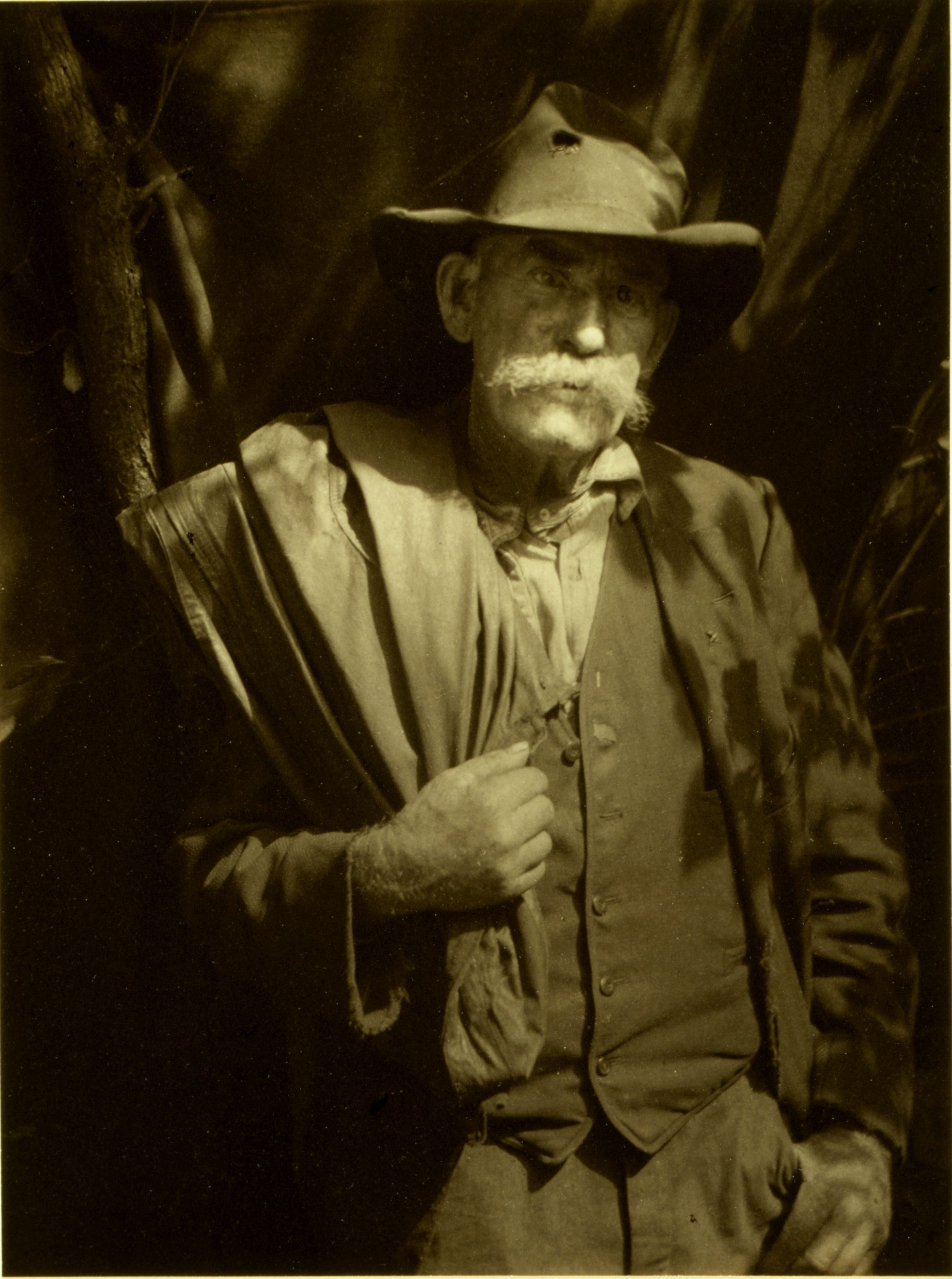
Alpinista del sur, Ulmann

Doris Ulmann (Nueva York (Estados Unidos), 29 de mayo de 1882-28 de agosto de 1934) fue una fotógrafa estadounidense, muy conocida por sus retratos de las personas de los Apalaches, particularmente artesanos y músicos realizados entre 1928 y 1934.

## Vida y carrera
Doris Ulmann nació en la ciudad de Nueva York, era hija de Bernhard y Gertrude (Mass) Ulmann. Estudió en la Escuela Fieldston de Cultura Ética, una organización socioliberal que abanderó valor individual por encima del origen étnico o la condición económica de los alumnos. Después estudió en la Universidad de Columbia,  donde intento convertirse en profesora de psicología. Su interés en la fotografía fue al principio un hobby pero después de 1918 decidió dedicarse al arte profesionalmente. Ella practicó el Pictorialismo y fue un miembro de los Pictorial Photographers of America. Ulmann documentó a la población rural del sur, especialmente los pueblos de las montañas Apalaches y los Gullahs  de las Sea Island  con un respeto profundo hacía los sitios y un ojo etnográfico para su cultura.  Ulmann aprendió el pictorialismo y se graduó en la Escuela de Fotografía Moderna de White. Otros fotógrafos que estudiaron en esa escuela fueron: Margaret Bourke-Blanco, Anne Brigman, Dorothea Lange, Paul Outerbridge, y Karl Struss. Su trabajo se expuso en varias galerías de Nueva York y se publicó en Theatre Arts Monthly, Mentor, Scribner's Magazine, and Survey Graphic. Ulmann estuvo casada durante un tiempo con Dr. Charles H. Jaeger, un amigo fotógrafo pictorialista y un orthopedic cirujano de la Escuela Médica Universitaria de Columbia y una probable conexión para su publicación en Hoeber en 1920: The Faculty of the College of Physicians & Surgeons, Columbia University in the City of New York: Twenty-Four portraits.
Después en 1922 publicó su Book of Portraits of the Medical Faculty of the Johns Hopkins University (Libro de Retratos de la Facultad Médica de la Johns Hopkins University); y en 1925  A Portrait Gallery of American Editors (Una Galería de Retrato de Editores estadounidenses) y en 1933,  Roll, Jordan Roll, con textos de Julia Peterkin. La edición de arte de  Roll, Jordan Roll está considerada como uno de los libros más bonitos nunca produjeron.

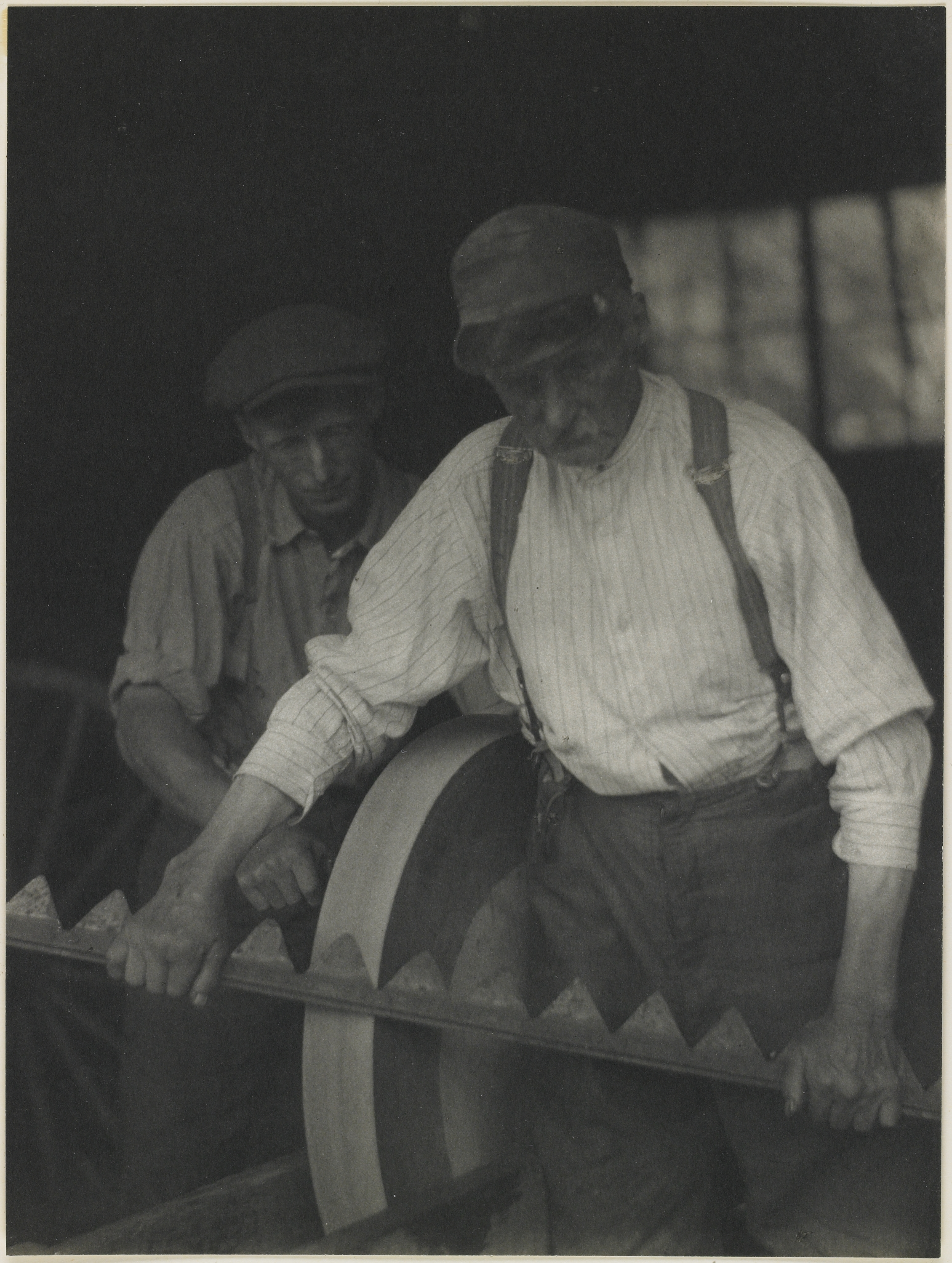
Doris Ulmann, americano, 1882-1934; Dos hombres en el trabajo; c. 1916-1925; platinotipia

En una entrevista con Dale Warren de Bookman, Doris Ulmann desveló un interés particular en los retratos. "Las caras de los hombres y las mujeres en la calle son probablemente caras  tan interesantes como literarias, pero mi particular punto de vista se dirige hacia los hombres y mujeres sobre los que escribo. No estoy interesada exclusivamente en rostros literarios, porque me han conmovido más algunos de mis montañeros que cualquier literato. Una cara que tiene las marcas de haber vivido intensamente, aquello que expresa alguna fase de su vida, alguna cualidad dominante o poder intelectual, constituye para mí una cara interesante. Por esta razón la cara de una persona más vieja, quizás no sea bonita en el sentido más estricto, es normalmente más atractiva que la cara de una persona más joven que difícilmente ha sido tocada por vida."
El trabajo temprano de Ulmann incluye una serie de retratos de intelectuales destacados, artistas y escritores como: William Butler Yeats, John Dewey, Max Eastman, Sinclair Lewis, Lewis Mumford, Joseph Wood Krutch, Martha Graham, Anna Pavlova, Paul Robeson, y Lillian Gish. Desde 1927, Ulmann estuvo asistida en sus viajes rurales por John Jacob Niles, un músico y folklorista que estuvo recogiendo balladas mientras Ulmann hacia fotografías. En 1932 Ulmann comenzó su serie más importante, reuniendo documentación de las artes populares apalaches, así como oficios para  Appalachian artes populares y oficios para la marca Allen Eaton que se recogió en un libro en 1937: Handicrafts of the Southern Highlands (Manualidades de las tierras altas del sur). Con problemas de salud, cayó enferma en agosto de 1934 mientras trabajaba cerca de Asheville en Carolina del Norte, por ello aunque regresó a Nueva York, murió el 28 de agosto de 1934.
Tras su muerte se creó una fundación para hacerse cargo de la custodia de sus imágenes. se nombró como fideocomisarios a Allen Eaton, John Jacob Niles, Oliva Dame Campbell (de la Escuela de Folk John C. Campbell en Brasstown, Carolina del Norte), Henry L. Necarsulmer (cuñado de Ulmann) y Helen Dingman (maestro de Berea). Samuel H. Lifshey, un fotógrafo comercial de Nueva York, reveló los negativos que Ulmann había expuesto durante su último viaje y luego reveló las pruebas fotográficas del extenso archivo de Ulmann. Este disponía de unas 10000 negativos en placa de vidrio. (Lifshey también reveló los 2000 negativos de la última expedición de Ulmann, y produjo las impresiones para el libro de Eaton).  Las impresiones de prueba fueron montadas en álbumes, que fueron anotados por John Jacob Niles y Allen Eaton, presidente de la fundación y folklorista notable, indicando los nombres de los sitios y las fechas de captura.
El repositorio principal del trabajo de Ulmann está entre las colecciones especiales de la Biblioteca de la Universidad de Oregón. La colección de Doris Ulmann PH038 incluye 2739 negativos de gelatina en placas de vidrio, 304 impresiones en mate originales y 79 álbumes (conteniendo sobre unas 10000 impresiones de prueba hechas por Lifshey) y fue reunida por la Fundación Doris Ulmann entre 1934 y 1937. Los negativos de plata y gelatina en placas de vidrio son los únicos negativos que se conocen de Ulmann. De las 304 fotografías la mitad son platinotipias que fueron montadas y firmadas por Ulmann, y la otra mitad son de gelatino-bromuro y reveladas por Lifshey. El College Berea alberga una colección de unas 3100 imágenes, principalmente de la región de los Apalaches y del área de Berea. Otras colecciones adicionales pueden encontrarse en la Universidad de Kentucky (incluyen 16 retratos originales y firmados y 186 plata impresiones originales de nitrato de plata), la Colección de los Archivos Fotográficos de Carolina del Norte (incluyen 5 impresiones en blanco y negro que tratan de Carolina del Norte), el Centro para Fotografía Creativa en la Universidad de Arizona, Tucson, Arizona, y la Sociedad Histórica de Nueva York.  Como objetos de arte, sus fotografías están también en muchas colecciones de museo incluyendo el Smithsonian y el Museo J. Paul Getty.
El Museo de Arte de Georgia  en la Universidad de Georgia organizó una importante retrospectiva de su trabajo en 2018 y publicó el libro más extenso sobre su trabajo. La Library of Congress Prints & Photographs Division dispone de más de 150 impresiones fotográficas realizadas por Ulmann.

## Materiales relacionados

### Publicaciones durante su vida
- Ulmann, D. (1919). The faculty of the College of Physicians & Surgeons, Columbia University in the City of New York (La facultad del Colegio de Médicos y Cirujanos de la Universidad de Columbia en la ciudad de Nueva York). New York, Hoeber.
- Ulmann, D. (1920). The faculty of the College of Physicians & Surgeons, Columbia University in the City of New York: twenty-four portraits (La facultad del Colegio de Médicos y Cirujanos de la Universidad de Columbia en la ciudad de Nueva York: veiticuatro retratos). New York, Hoeber.
- Ulmann, D. et al. (1922). A book of portraits of the faculty of the Medical Department of the Johns Hopkins University, Baltimore. (Un libro de retratos de la facultad del Departamento de Medicina de la Universidad Johns Hopkins, Baltimore) Baltimore, Johns Hopkins Press.
- Ulmann, D. (1925). A portrait gallery of American editors (Una galería de retratos de editores estadounidenses). New York, W.E. Rudge.
- Ulmann, D. (1928). "Among the Southern mountaineers: camera portraits of types of character reproduced from photographs recently made in the highlands of the South (Entre los montañeros del Sur: retratos con cámara de tipos de personajes reproducidos a partir de fotografías realizadas recientemente en las tierras altas del Sur).," The Mentor, v.16 pp. 23–32. New York, N.Y., Crowell Pub. Co.
- Peterkin, J. M., D. Ulmann, et al. (1933). Roll, Jordan, roll. Indianapolis, Bobbs-Merrill.
- [unattributed] (1930). "The stuff of American drama in photographs by Doris Ulmann, (Las cosas del drama estadounidense en fotografías por Doris Ulmann)" Theatre Arts Monthly, v. 14 pp. 132–146. New York, NY: Theatre Arts, Inc.

### Trabajos posteriores
- Eaton, A. H., D. Ulmann, et al. (1937). Handicrafts of the Southern highlands; with an account of the rural handicraft movement in the United States and suggestions for the wider use of handicrafts in adult education and in recreation (Artesanías de la Sierra Sur; con un relato del movimiento de artesanía rural en los Estados Unidos y sugerencias para un uso más amplio de las artesanías en la educación de adultos y en la recreación). New York, Russell Sage Foundation.
- Ulmann, D. (1971). The Appalachian photographs of Doris Ulmann (Fotografías de los Apalaches de Doris Ulmann). Penland, N.C. Jargon Society.
- Ulmann, D., R. Coles, et al. (1974). The darkness and the light (La oscuridad y la luz). [New York] Aperture.
- Ulmann, D., J. J. Niles, et al. (1976). The Appalachian photographs (Fotografías de los Apalaches). Highlands, N.C., Jargon Society.
- Ulmann, D. (1976). Photographs of Appalachian craftsmen: a retrospective exhibition (Fotografías de artesanos de los Apalaches: una exposición retrospectiva), April 6-May 1, 1976. Cullowhee, N.C., Western Carolina University.
- Ulmann, D., et al. (1978). An exhibition for the dedication of the Traylor Art Building, Berea College, Berea, Kentucky: Doris Ulmann's photographs; ritual clay: Walter Hyleck; the Berea College collection. Berea, Ky., Berea College.
- Ulmann, D. and D. Willis-Thomas (1981). Photographs by Doris Ulmann: the Gullah people (Fotografías de Doris Ulmann: el pueblo Gullah) [exposición] June 1-July 31, 1981, Schomburg Center for Research in Black Culture, The New York Public Library Astor Lenox and Tilden Foundations. New York, The Library.
- Banes, R. A. (1985). Doris Ulmann and her mountain folk (Doris Ulmann y su gente de la montaña). Bowling Green, Ohio, Bowling Green State University.
- Featherstone, D. (1985). Doris Ulmann: American portraits. Albuquerque, University of New Mexico Press.
- Curtis, E. S., D. Ulmann, et al. (1986). The last photographs. Haverford, Pa., Comfort Gallery Haverford College.
- Keller, J. (1988). After the manner of women: photographs by Käsebier, Cunningham, and Ulmann (A la manera de las mujeres: fotografías de Käsebier, Cunningham y Ulmann). Malibu, Calif., J. Paul Getty Museum.
- McEuen, M. A. (1991). Changing eyes: American culture and the photographic image (Ojos cambiantes: la cultura estadounidense y la imagen fotográfica), 1918-1941.
- Oeltman, M. T. (1992). Doris Ulmann, American photographer, and the Southern Agrarian movement.
- Lovejoy, B. (1993). The oil pigment photography of Doris Ulmann (La fotografía de pigmento al óleo de Doris Ulmann). Lexington, Ky., [s.n.].
- Lamuniere, M. C., J. M. Peterkin, et al. (1994). Roll, Jordan, roll: the Gullah photographs of Doris Ulmann. University of Oregon.
- Sperath, A. (1995). Ceramics Kentucky 1995. Murray, Ky., The Gallery.
- Ulmann, D. (1996). Doris Ulmann: photographs from the J. Paul Getty Museum. Malibu, Calif., The Museum.
- Ulmann, D. and J. Keller (1996). Doris Ulmann: photography and folklore. Los Ángeles, J. Paul Getty Museum.
- Ulmann, D. et al. (1997). Picture gallery photography by Doris Ulmann. University of Oregon.
- Rosenblum, N., S. Fillin-Yeh, et al. (1998). Documenting a myth: the South as seen by three women photographers, Chansonetta Stanley Emmons, Doris Ulmann, Bayard Wootten, 1910-1940 (Documentando un mito: el sur visto por tres fotógrafas, Chansonetta Stanley Emmons, Doris Ulmann, Bayard Wootten, 1910-1940). Portland, Or., Douglas F. Cooley Memorial Art Gallery Reed College.
- Ulmann, D. et al. (1999). Myth, memory and imagination: universal themes in the life and culture of the South: selections from the collection of Julia J. Norrell (Mito, memoria e imaginación: temas universales en la vida y la cultura del Sur: selecciones de la colección de Julia J. Norrell). McKissick Museum. Columbia, S.C., McKissick Museum University of South Carolina.
- Kowalski, S. (2000). Fading light: the case of Doris Ulmann (Luz que se desvanece: el caso de Doris Ulmann). University of Oregon.
- Jacobs, P. W. (2001). The life and photography of Doris Ulmann (La vida y la fotografía de Doris Ulmann). Lexington, University Press of Kentucky.
- Gillespie, Sarah Kate (2018). Vernacular modernism: The photography of Doris Ulmann (Modernismo vernáculo: la fotografía de Doris Ulmann). Athens, Georgia Museum of Art.